# Paullinia arenicola
Paullinia arenicola är en kinesträdsväxtart som beskrevs av Henry Allan Gleason. Paullinia arenicola ingår i släktet Paullinia och familjen kinesträdsväxter. Inga underarter finns listade i Catalogue of Life.